# Хорошевский сельсовет (Добрушский район)
Хорошевский сельсовет (бел. Харо́шаўскі сельсавет) — упразднённая административно-территориальная единица в составе Добрушского района Гомельской области. Административный центр — деревня Хорошевка.

## История
После второго укрупнения БССР с 8 декабря 1926 года сельсовет в составе Добрушского района Гомельского округа БССР. С 4 августа 1927 года в составе Тереховского района.  
30 декабря 1927 года сельсовет реорганизован в Хорошевский национальный русский сельсовет.  
После упразднения окружной системы 26 июля 1930 года в Тереховском районе БССР. В 1935 году реорганизован в Белорусский сельсовет. 
С 12 февраля 1935 года в составе восстановленного Добрушского района, с 20 февраля 1938 года — Гомельской области. 
16 июля 1954 года упразднен, территория присоединена к Огородня-Гомельскому сельсовету.

## Состав
- Хорошевка — деревня